# Pompignan, Tarn-et-Garonne
Pompignan är en kommun i departementet Tarn-et-Garonne i regionen Occitanien i södra Frankrike. Kommunen ligger i kantonen Grisolles som tillhör arrondissementet Montauban. År 2022 hade Pompignan 1 810 invånare.

## Befolkningsutveckling
Antalet invånare i kommunen Pompignan
| Referens: INSEE |

## Monument

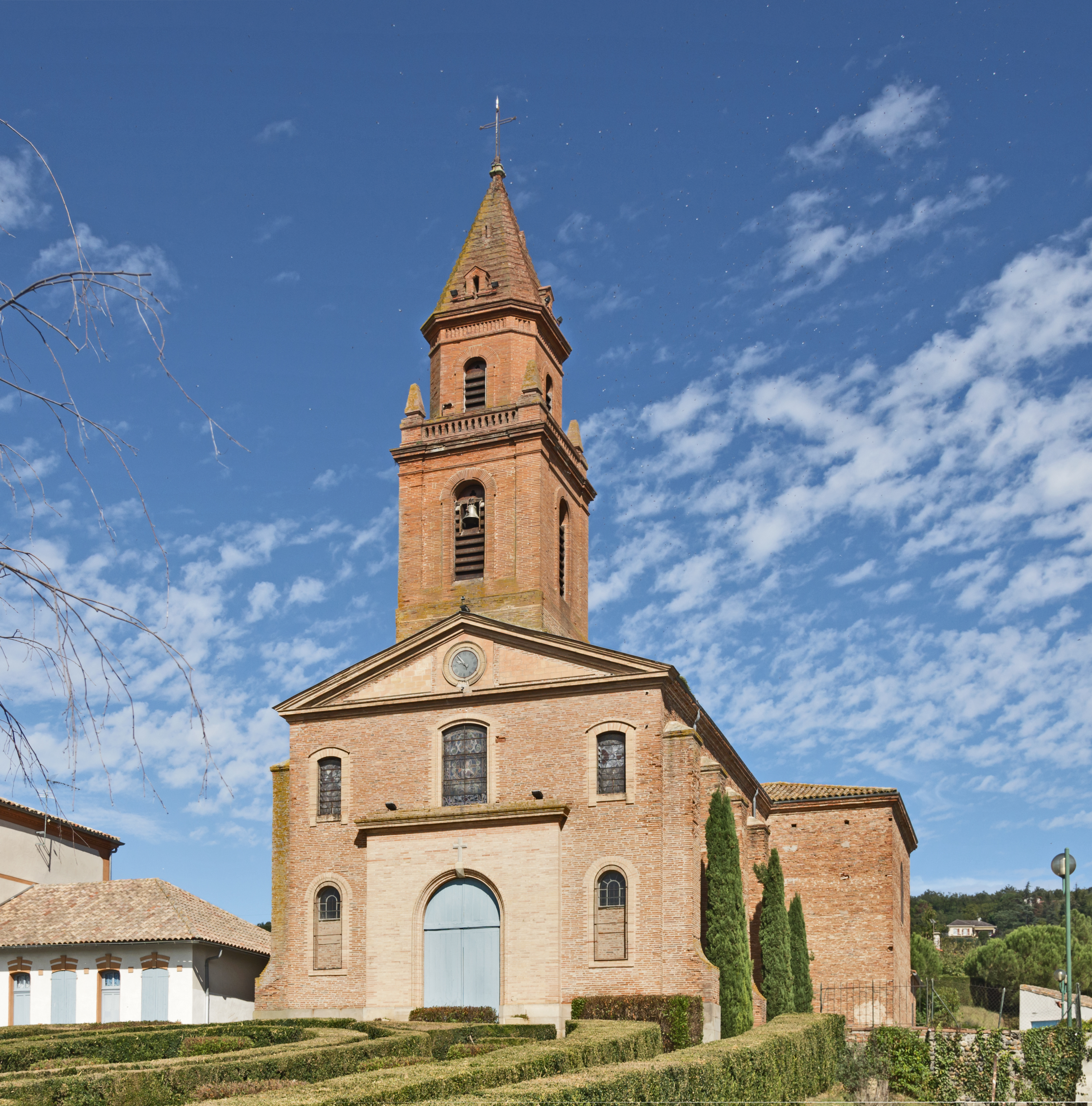
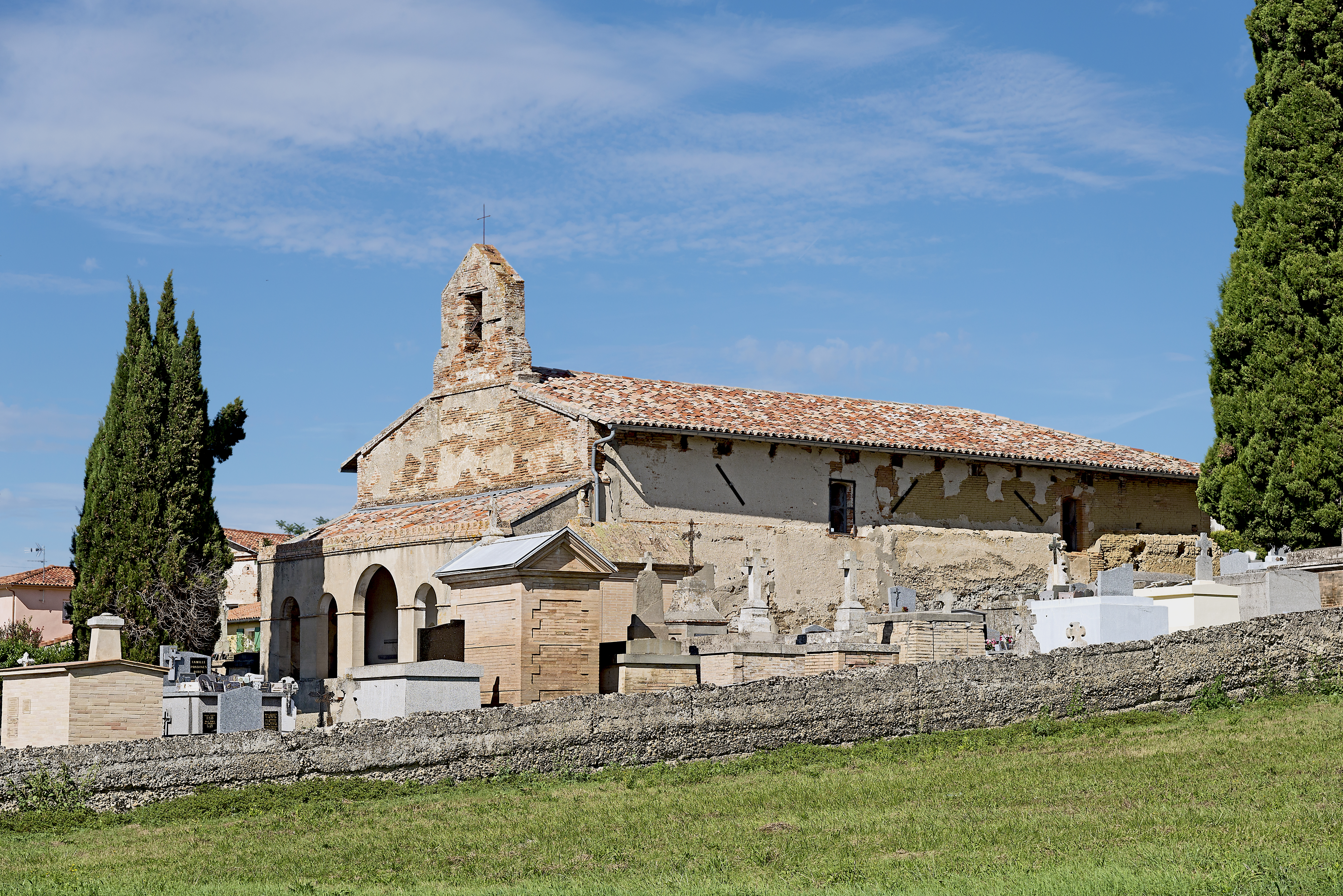
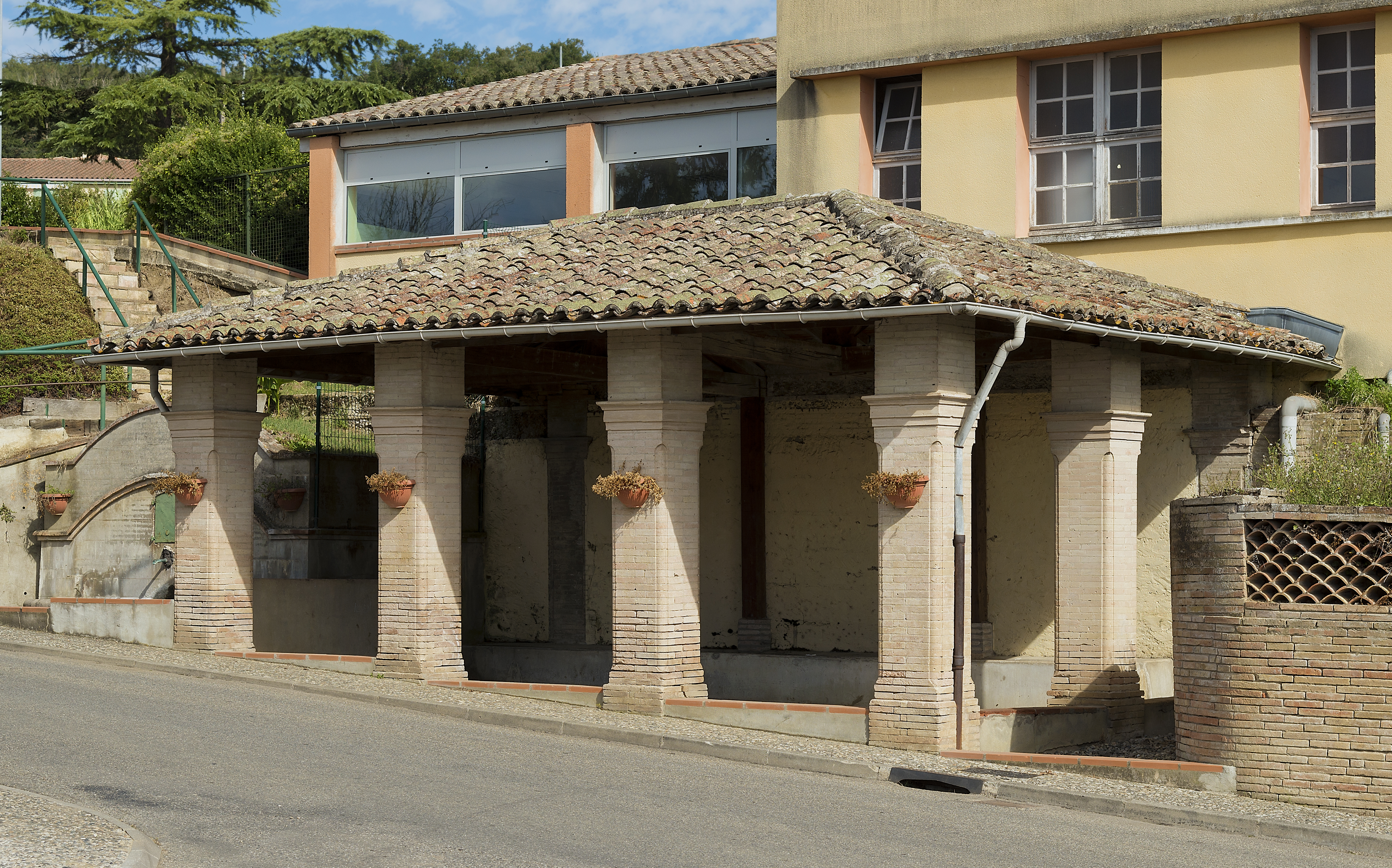